# Апатеу (Арад)
Апатеу (рум. Apateu) — село у повіті Арад в Румунії. Адміністративний центр комуни Апатеу.
Село розташоване на відстані 414 км на північний захід від Бухареста, 61 км на північний схід від Арада, 140 км на захід від Клуж-Напоки, 104 км на північний схід від Тімішоари.

## Населення
За даними перепису населення 2002 року у селі проживали 2426 осіб.
Національний склад населення села:
| Національність | Кількість осіб | Відсоток |
| -------------- | -------------- | -------- |
| румуни         | 2288           | 94,3%    |
| цигани         | 133            | 5,5%     |
| угорці         | 5              | 0,2%     |

Рідною мовою назвали:
| Мова      | Кількість осіб | Відсоток |
| --------- | -------------- | -------- |
| румунська | 2289           | 94,4%    |
| циганська | 133            | 5,5%     |